# 香農河口灣
香農河口灣（Shannon Estuary）是愛爾蘭最長的河流香農河的河口灣，呈東西向，全長102公里。香農河在利默里克注入香農河口灣，並在尾端進入大西洋。

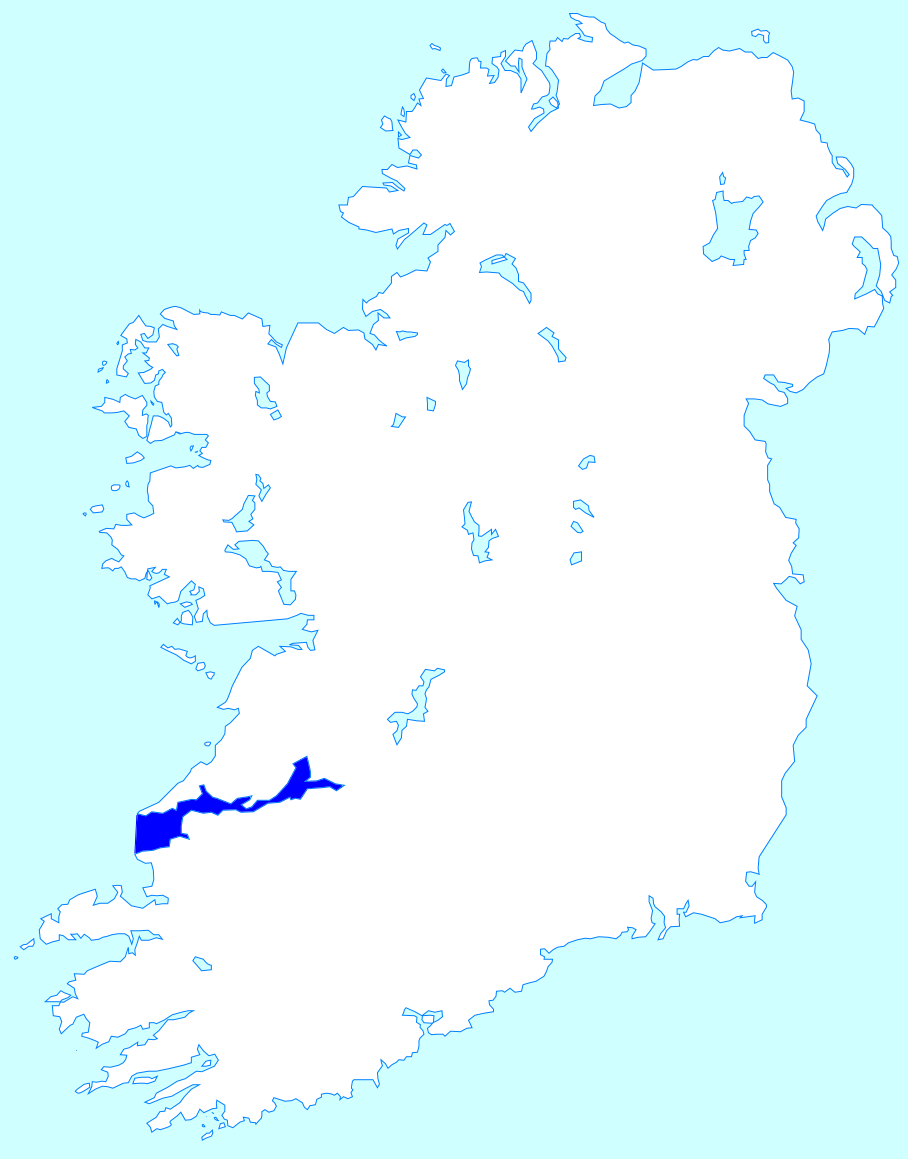
香農河口灣在愛爾蘭島的位置

香農河口灣北岸有伊尼斯、香農等城鎮，南岸則有福因斯、塔爾貝特。西端的開口處寬約15公里，北邊是盧普角，南邊是凱里角。